# Seznam avstrijskih geologov
Seznam avstrijskih geologov.

## B
- Ami Boué

## D
- Karl Diener
- Julius Dreger

## H
- Franz Hauslab
- Franz Heritsch

## J
- Karl Jelinek (1822 – 1876) (češko-avstrijski geofizik...)

## K
- Franz Kahler
- Friedrich Katzer
- Fritz Kerner von Marilaun

## S
- Guido Stache
- Eduard Suess

## W
- Artur Winkler-Hermaden